# Elecciones comunales de Andorra de 2023
Las elecciones comunales de Andorra de 2023 se celebrarán el 17 de diciembre de 2023. En las elecciones se eliguieron a todos los miembros de los consejos comunales de las siete parroquias de Andorra. Tras las elecciones, los consejeros comunales serán quienes se encargarán de escoger al cónsul mayor y al cónsul menor de cada consejo, el órgano administrativo de cada parroquia.
Por primera vez en unas elecciones comunales el número de electores supera la barrera de los 30.000, exactamente 30.401.

## Sistema electoral
Los consejos comunales deben estar formados por un número par de miembros, siempre entre 10 y 16. Actualmente Canillo y Ordino tienen 10 consejeros y el resto de parroquias tienen 12. El Consejo Comunal de cada parroquia tiene la libertad para escoger y modificar el número de consejeros. Las personas que quieran presentarse a las elecciones comunales deben perfeccionar una lista cerrada que tenga al menos el mismo número de miembros que escaños a escoger. La candidatura debe recoger avales de un mínimo del 0,5% del censo de la parroquia.
Cada elector sólo puede votar por una lista, sin alterar ni su orden ni su composición.
La mitad de los escaños quedan asignados para el partido que haya obtenido más votos en los comicios. La otra mitad de los escaños se reparte según el método de los restos más altos aplicando el cociente Hare, incluido el partido más votado. En el supuesto de que haya empate en las listas más votadas, la mitad de los escaños se reparten igual entre las fuerzas que hayan empatado. Si no fuera posible una distribución exacta, el escaño o los escaños sobrantes deben ser acumulados al número de consejeros a repartir proporcionalmente.
El cónsul mayor (alcalde) y el cónsul menor (teniente de alcalde) serán elegidos indirectamente por los concejales municipales tras las elecciones.

## Candidaturas
Se presentaron un total de 14 candidaturas: una en Canillo, tres en San Julián de Loria y dos en el resto de parroquias.
| Parroquia              | Candidatura | Candidatura                                                              | Partidos que la apoyan             | Cabeza de lista            |
| ---------------------- | ----------- | ------------------------------------------------------------------------ | ---------------------------------- | -------------------------- |
| Canillo                |             | Demócratas + Independientes                                              | DA                                 | Jordi Alcobé Font          |
| Encamp                 |             | Units per al Progrés + Demócratas + Independientes                       | DA                                 | Laura Mas Barrionuevo      |
| Encamp                 |             | Avancem                                                                  | PS                                 | Marta Pujol Palau          |
| Ordino                 |             | Units per Ordino                                                         | AE, PS                             | Enric Dolsa Font           |
| Ordino                 |             | Acció Comunal d'Ordino + Demócratas + Independientes + Progressistes SDP | ACO, DA, SDP                       | Maria del Mar Coma Padilla |
| La Massana             |             | Ciudadanos Comprometidos + DA + Independientes                           | CC, DA                             | Eva Sansa Jordan           |
| La Massana             |             | Amb Seny                                                                 | Concordia, PS, Somveïns, Participa | Guillem Forné Gispert      |
| Andorra la Vieja       |             | Enclar                                                                   | Concordia, PS, Somveïns            | Sergi Gonzalez Camacho     |
| Andorra la Vieja       |             | Demócratas + Progressistes SDP + Independientes                          | DA, SDP                            | David Astrie Padilla       |
| San Julián de Loria    |             | Unió Laurediana + Demócratas + Acció + Independientes                    | UL, DA, Acción                     | Josep Majoral Obiols       |
| San Julián de Loria    |             | Desperta Laurèdia                                                        | Concordia                          | Cerni Cairat Perrigault    |
| San Julián de Loria    |             | Per Sant Julià                                                           | PS, SDP                            | Antonio Miralles Gascó     |
| Las Escaldas-Engordany |             | Consens per Escaldes-Engordany                                           | PS, Concordia                      | Rosa Gili Casals           |
| Las Escaldas-Engordany |             | Demócratas + Acció + SDP + Independientes                                | Acción, DA, SDP                    | Anna García Ricart         |

## Resultados generales
La participación nacional fue del 54,75%, un punto menos que en las elecciones comunales de 2019. En Andorra la Vieja, la abstención superó el 50%.

En cuatro de las siete parroquias ganaron candidaturas en las que participaba Demócratas por Andorra. En Andorra la Vieja, ganó la candidatura de Enclar conformada por Concordia y el Partido Socialdemócrata. En San Julián de Loria, ganó la candidatura de Desperta Laurèdia conformada por Concordia. En Las Escaldas-Engordany, ganó la candidatura de Consens per Escaldes-Engordany conformada por el Partido Socialdemócrata y Concordia.
|  | 53,03 % |

|  | 37,92 % |

|  | 9,05 % |

|  | 92,30 % |

|  | 2,34 % |

|  | 7,70 % |

|  | 54,75 % |

|  | 45,25 % |

## Resultados por parroquias

### Canillo
|  | 100 % |

|  | 66,46 % |

|  | 4,97 % |

|  | 33,54 % |

|  | 56,07 % |

|  | 43,93 % |

### Encamp
|  | 68,24 % |

|  | 31,76 % |

|  | 91,05 % |

|  | 3,17 % |

|  | 8,95 % |

|  | 52,52 % |

|  | 47,48 % |

### Ordino
|  | 55,64 % |

|  | 44,36 % |

|  | 89,38 % |

|  | 2,70 % |

|  | 10,62 % |

|  | 68,57 % |

|  | 31,43 % |

### La Massana
|  | 58,73 % |

|  | 41,27 % |

|  | 92,26 % |

|  | 2,84 % |

|  | 7,74 % |

|  | 59,52 % |

|  | 40,48 % |

### Andorra la Vieja
|  | 52,47 % |

|  | 47,53 % |

|  | 93,95 % |

|  | 2,16 % |

|  | 6,05 % |

|  | 46,95 % |

|  | 53,05 % |

### San Julià de Lòria
|  | 53,26 % |

|  | 41,09 % |

|  | 5,65 % |

|  | 95,72 % |

|  | 1,37 % |

|  | 4,28 % |

|  | 59,20 % |

|  | 40,80 % |

### Las Escaldas-Engordany
|  | 51,49 % |

|  | 48,51 % |

|  | 94,63 % |

|  | 1,79 % |

|  | 5,37 % |

|  | 56,89 % |

|  | 43,11 % |